# Cameo (musikgrupp)
Cameo är en musikgrupp från New York City, USA som bildades år 1974 under namnet New York City Players. De bytte namn till Cameo 1976.
Gruppen har sedan den startade frontats av sångaren Larry Blackmon och spelar funk, disco och soulmusik. De började som ett musikkollektiv med över 20 medlemmar, men gruppen minskades ner under 1980-talets början.
De fick sin första framgång med singeln "Rigor Mortis" 1977 och hade sedan fram till 1986 ett flertal singlar på Billboards R&B-singellista. Sitt breda genombrott fick de 1986 med singeln "Word Up!" och uppföljaren "Candy". "Word Up!" blev en Topp-tio-placerad singel både i USA och Storbritannien och är gruppens mest framgångsrika låt.
De var fortsatt aktiva in på 1990-talet och deras senaste album släpptes år 2000. De har sedan fortsatt uppträda på scen mer sporadiskt.

## Diskografi
- 1975 - Cardiac Arrest
- 1978 - We All Know Who We Are
- 1978 - Ugly Ego
- 1979 - Secret Omen
- 1980 - Cameosis
- 1980 - Feel Me
- 1981 - Knights of the Sound Table
- 1982 - Alligator Woman
- 1983 - Style
- 1984 - She's Strange
- 1985 - Single Life
- 1986 - Word Up!
- 1988 - Machismo
- 1990 - Real Men... Wear Black
- 1991 - Emotional Violence
- 1994 - In the Face of Funk
- 2000 - Sexy Sweet Thing Sexy Thing Sweet